# Ormyrus lepidus
Ormyrus lepidus är en stekelart som beskrevs av T.C. Narendran 1999. Ormyrus lepidus ingår i släktet Ormyrus och familjen kägelglanssteklar.
Artens utbredningsområde är Filippinerna. Inga underarter finns listade i Catalogue of Life.